# Bundesliga niemiecka w piłce siatkowej mężczyzn
Bundesliga – najwyższa klasa siatkarskich rozgrywek ligowych mężczyzn w Niemczech. Pierwsze rozgrywki o mistrzostwo kraju odbyły się w 1957, a tytuł zdobyła drużyna Wyższej Szkoły Pedagogicznej w Hanowerze. Wzrost popularności siatkówki w RFN po Igrzyskach Olimpijskich 1972 spowodował stworzenie Bundesligi, której rozgrywki toczą się od sezonu 1974/75. Obecnie o mistrzowski tytuł walczy 12 drużyn. Najwięcej zwycięstw w historii zanotowała drużyna VfB Friedrichshafen.
Do 1991 w Bundeslidze grały tylko drużyny z RFN, po zjednoczeniu Niemiec, od 1992 w rozgrywki mogą uczestniczyć drużyny z całego kraju.

## Medaliści
| Sezon     | Mistrz                                                                | Wynik                                                                 | Wicemistrz                                                            |                                                           | 3. miejsce | Wynik               | 4. miejsce |
| --------- | --------------------------------------------------------------------- | --------------------------------------------------------------------- | --------------------------------------------------------------------- | --------------------------------------------------------- | ---------- | ------------------- | ---------- |
| 1974/1975 | TSV 1860 Monachium                                                    | —                                                                     | USC Münster                                                           | SSF Bonn                                                  | —          | Hamburger SV        |            |
| 1975/1976 | Hamburger SV                                                          | —                                                                     | USC Münster                                                           | TSV 1860 Monachium                                        | —          | SSF Bonn            |            |
| 1976/1977 | Hamburger SV                                                          | —                                                                     | USC Münster                                                           | TSV 1860 Monachium                                        | —          | SSF Bonn            |            |
| 1977/1978 | TSV 1860 Monachium                                                    | —                                                                     | Hamburger SV                                                          | USC Münster                                               | —          | TuS 04 Leverkusen   |            |
| 1978/1979 | TuS 04 Leverkusen                                                     | —                                                                     | VBC Paderborn                                                         | TSV 1860 Monachium                                        | —          | SSF Bonn            |            |
| 1979/1980 | TSV 1860 Monachium                                                    | —                                                                     | SSF Bonn                                                              | VBC Paderborn                                             | —          | TSV Bonn            |            |
| 1980/1981 | SSF Bonn                                                              | —                                                                     | VBC Paderborn                                                         | USC Gießen                                                | —          | TSV 1860 Monachium  |            |
| 1981/1982 | USC Gießen                                                            | —                                                                     | VBC Paderborn                                                         | SC Fortuna Bonn                                           | —          | TuS 04 Leverkusen   |            |
| 1982/1983 | USC Gießen                                                            | —                                                                     | VBC Paderborn                                                         | Hamburger SV                                              | —          | VC Passau           |            |
| 1983/1984 | USC Gießen                                                            | —                                                                     | Hamburger SV                                                          | VBC Paderborn                                             | —          | TSV 1860 Monachium  |            |
| 1984/1985 | Hamburger SV                                                          | —                                                                     | VBC Paderborn                                                         | Bayer Leverkusen                                          | —          | VdS Berlin          |            |
| 1985/1986 | Hamburger SV                                                          | —                                                                     | USC Gießen                                                            | VBC Paderborn                                             | —          | ASV Dachau          |            |
| 1986/1987 | Hamburger SV                                                          | 2 – 1                                                                 | SC Fortuna Bonn                                                       | ASV Dachau                                                | 2 – 1      | VdS Berlin          |            |
| 1987/1988 | Hamburger SV                                                          | 2 – 0                                                                 | Bayer Leverkusen                                                      | TSV 1860 Monachium                                        | 1 – 0      | SC Fortuna Bonn     |            |
| 1988/1989 | Bayer Leverkusen                                                      | 2 – 1                                                                 | Hamburger SV                                                          | Moerser SC                                                | bd.        | VdS Berlin          |            |
| 1989/1990 | Bayer Leverkusen                                                      | 2 – 0                                                                 | Moerser SC                                                            | Hamburger SV                                              | bd.        | TSV Milbertshofen   |            |
| 1990/1991 | TSV Milbertshofen                                                     | 2 – 1                                                                 | Moerser SC                                                            | SC Fortuna Bonn                                           | 2 – 1      | Bayer Leverkusen    |            |
| 1991/1992 | Moerser SC                                                            | 2 – 0                                                                 | Bayer Wuppertal                                                       | VfB Friedrichshafen                                       | 2 – 1      | SCC Berlin          |            |
| 1992/1993 | SCC Berlin                                                            | 2 – 0                                                                 | Bayer Wuppertal                                                       | VfB Friedrichshafen                                       | bd.        | Moerser SC          |            |
| 1993/1994 | Bayer Wuppertal                                                       | 3 – 1                                                                 | VfB Friedrichshafen                                                   | Moerser SC                                                | 2 – 1      | SCC Berlin          |            |
| 1994/1995 | ASV Dachau                                                            | 3 – 0                                                                 | Bayer Wuppertal                                                       | SCC Berlin                                                | 1 – 0      | Post Telekom Berlin |            |
| 1995/1996 | ASV Dachau                                                            | 3 – 2                                                                 | VfB Friedrichshafen                                                   | Bayer Wuppertal                                           | 1 – 0      | SCC Berlin          |            |
| 1996/1997 | Bayer Wuppertal                                                       | 3 – 1                                                                 | VfB Friedrichshafen                                                   | Moerser SC                                                | 1 – 0      | ASV Dachau          |            |
| 1997/1998 | VfB Friedrichshafen                                                   | 3 – 0                                                                 | SV Fellbach                                                           | Bayer Wuppertal                                           | 1 – 0      | SCC Berlin          |            |
| 1998/1999 | VfB Friedrichshafen                                                   | 3 – 1                                                                 | Bayer Wuppertal                                                       | SCC Berlin                                                | 2 – 1      | Moerser SC          |            |
| 1999/2000 | VfB Friedrichshafen                                                   | 3 – 0                                                                 | SCC Berlin                                                            | Bayer Wuppertal                                           | 2 – 0      | Dürener TV          |            |
| 2000/2001 | VfB Friedrichshafen                                                   | 3 – 1                                                                 | Bayer Wuppertal                                                       | SCC Berlin                                                | 1 – 0      | Dürener TV          |            |
| 2001/2002 | VfB Friedrichshafen                                                   | 3 – 1                                                                 | SCC Berlin                                                            | TSV Unterhaching                                          | 2 – 1      | Bayer Wuppertal     |            |
| 2002/2003 | SCC Berlin                                                            | 3 – 0                                                                 | Bayer Wuppertal                                                       | VfB Friedrichshafen                                       | 2 – 0      | TSV Unterhaching    |            |
| 2003/2004 | SCC Berlin                                                            | 3 – 1                                                                 | VfB Friedrichshafen                                                   | evivo Düren                                               | 2 – 0      | Bayer Wuppertal     |            |
| 2004/2005 | VfB Friedrichshafen                                                   | 3 – 0                                                                 | evivo Düren                                                           | Moerser SC                                                | 1 – 0      | SCC Berlin          |            |
| 2005/2006 | VfB Friedrichshafen                                                   | 3 – 2                                                                 | evivo Düren                                                           | SCC Berlin                                                | 2 – 1      | TSV Unterhaching    |            |
| 2006/2007 | VfB Friedrichshafen                                                   | 3 – 0                                                                 | evivo Düren                                                           | SCC Berlin                                                | 2 – 0      | TSV Unterhaching    |            |
| 2007/2008 | VfB Friedrichshafen                                                   | 3 – 0                                                                 | SCC Berlin                                                            | Generali Haching                                          | 2 – 0      | Moerser SC          |            |
| 2008/2009 | VfB Friedrichshafen                                                   | 3 – 1                                                                 | Generali Haching                                                      | SCC Berlin Netzhoppers KW                                 | —          | —                   |            |
| 2009/2010 | VfB Friedrichshafen                                                   | 3 – 1                                                                 | Generali Haching                                                      | evivo Düren SCC Berlin                                    | —          | —                   |            |
| 2010/2011 | VfB Friedrichshafen                                                   | 3 – 0                                                                 | SCC Berlin                                                            | Generali Haching evivo Düren                              | —          | —                   |            |
| 2011/2012 | Berlin Recycling Volleys                                              | 3 – 2                                                                 | Generali Haching                                                      | VfB Friedrichshafen Moerser SC                            | —          | —                   |            |
| 2012/2013 | Berlin Recycling Volleys                                              | 3 – 1                                                                 | VfB Friedrichshafen                                                   | Generali Haching TV Ingersoll Bühl                        | —          | —                   |            |
| 2013/2014 | Berlin Recycling Volleys                                              | 3 – 1                                                                 | VfB Friedrichshafen                                                   | Generali Haching TV Ingersoll Bühl                        | —          | —                   |            |
| 2014/2015 | VfB Friedrichshafen                                                   | 3 – 2                                                                 | Berlin Recycling Volleys                                              | SWD powervolleys Düren SVG Lüneburg                       | —          | —                   |            |
| 2015/2016 | Berlin Recycling Volleys                                              | 3 – 0                                                                 | VfB Friedrichshafen                                                   | United Volleys Rhein-Main SVG Lüneburg                    | —          | —                   |            |
| 2016/2017 | Berlin Recycling Volleys                                              | 2 – 1                                                                 | VfB Friedrichshafen                                                   | United Volleys Rhein-Main SWD powervolleys Düren          | —          | —                   |            |
| 2017/2018 | Berlin Recycling Volleys                                              | 3 – 2                                                                 | VfB Friedrichshafen                                                   | United Volleys Rhein-Main Hypo Tirol Alpenvolleys Haching | —          | —                   |            |
| 2018/2019 | Berlin Recycling Volleys                                              | 3 – 2                                                                 | VfB Friedrichshafen                                                   | Hypo Tirol Alpenvolleys Haching SVG Lüneburg              | —          | —                   |            |
| 2019/2020 | Ze względu na pandemię wirusa SARS-CoV-2 rozgrywki zostały przerwane. | Ze względu na pandemię wirusa SARS-CoV-2 rozgrywki zostały przerwane. | Ze względu na pandemię wirusa SARS-CoV-2 rozgrywki zostały przerwane. |                                                           |            |                     |            |
| 2020/2021 | Berlin Recycling Volleys                                              | 3 – 0                                                                 | VfB Friedrichshafen                                                   | SWD powervolleys Düren SVG Lüneburg                       | —          | —                   |            |
| 2021/2022 | Berlin Recycling Volleys                                              | 3 – 2                                                                 | VfB Friedrichshafen                                                   | SWD powervolleys Düren United Volleys Frankfurt           | —          | —                   |            |
| 2022/2023 | Berlin Recycling Volleys                                              | 3 – 0                                                                 | VfB Friedrichshafen                                                   | SVG Lüneburg SWD powervolleys Düren                       | —          | —                   |            |
| 2023/2024 | Berlin Recycling Volleys                                              | 3 – 2                                                                 | VfB Friedrichshafen                                                   | Helios Grizzlys Giesen SVG Lüneburg                       | —          | —                   |            |
| 2024/2025 | Berlin Recycling Volleys                                              | 3 – 0                                                                 | SVG Lüneburg                                                          | VfB Friedrichshafen Helios Grizzlys Giesen                | —          | —                   |            |